# Rodellus
Rodellus é um festival de música que se realiza anualmente na freguesia de Ruilhe, concelho e distrito de Braga, Portugal.
O Rodellus teve a sua primeira edição em 2015 e repetiu-se em 2016 e 2017 e 2018 em julho.
O Rodellus é uma iniciativa da Rodellus-Associação Cultural, uma organização constituída em 2015 por um grupo de jovens das freguesias de Ruilhe, Tadim, Arentim, Cunha e sediada no Largo 25 de Abril, Ruilhe, Braga, Portugal.
Dado que se realiza numa freguesia rural (apesar de distar apenas 10 km da cidade de Braga, o Rodellus foi lançado com uma expressão a acompanhar a publicidade ao evento que informava, em jeito de provocação, que o festival se destinava a "quem não tem medo do campo", algo que se veio a estabelecer sem dúvida, como lema ou uma imagem de marca do próprio festival.

## Organização
A organização do Rodellus compete à "Rodellus-Associação Cultural", uma associação sem fins lucrativos fundada e composta por jovens de Ruilhe e outras freguesias limítrofes. Além do festival "Rodellus", a associação organiza igualmente múltiplos eventos, relacionados ou não com o próprio festival que se realizam predominantemente na freguesia de Ruilhe, mas também na União das Freguesias de Arentim e Cunha.
Estão entre essas atividades, os torneios de futebol de salão, as festas/comemorações do 25 de abril, caminhadas e passeios, as noites de queimadas, as noites/jantar de Fados, bem como participações em vários eventos organizados por outros grupos e instituições como a Feira da Comunidade (Ruilhe), a Festa do Dia de Ruilhe e do Emigrante (Ruilhe) e outras festas das freguesias vizinhas.

### Os recintos
O recinto principal do Rodellus tem sido a Quinta da Vila, situada bem no centro de Ruilhe, junto ao Externato Infante D. Henrique, à junta de freguesia e à igreja, bem como a cerca de duzentos metros do apeadeiro do caminho de ferro, do ramal de Braga, sendo que a viagem até esta cidade demora apenas onze minutos e até ao Porto-Campanhã cerca de cinquenta e cinco minutos, com comboios de hora a hora entre as seis e as vinte e quatro horas.
Nas edições de 2016 e 2017, a freguesia de Cunha (limítrofe de Ruilhe pelo lado Norte) também acolheu parte da programação do Rodellus. Com efeito, o Parque de Merendas da Levegada, em Cunha, com cerca de oito mil metros quadrados, com sombra, mesas para repasto e um campo de areia para a prática de desporto.
O recinto principal, em Ruilhe encontra-se dentro dos limites murados e uma quinta (Quinta da Vila) com cerca de 25 000 m², ocupando uma secção com cerca de 10 000 m². Os edifícios, outrora utilizados para apoio às atividades agrícolas e pecuárias são agora utilizados como infraestruturas permanentes para diversos fins nos dias do festival. Especialmente, para o festival são colocadas também casas de banho portáteis, diversas barraquinhas de madeira e colmo, e balcões de de bebidas. Há também barraquinhas de alimentação com comidas e petiscos tradicionais, É costume, ainda, haver um forno para cozer o pão, e pão quente com chouriço.
Há zonas equipadas com assentos, sofás e redes dispostos em diferentes posições e orientações (com vista para o palco, mas também mais recatados). Eles são feitos com materiais velhos (que noutras ocasiões/situações seria considerado lixo), aproveitados e revitalizados pela organização.
O Rodellus disponibiliza campismo gratuito para quem o deseje, O parque situa-se junto ao campo de jogos do Talegre, em Ruilhe a cerca de 1 000 metros do recinto principal e a 800 metros do parque de merendas de Cunha, portanto a meio caminho entre os dois pólos do festival. Os balneários do campo de futebol servem de instalações sanitárias de apoio ao parque e o próprio campo de futebol, murado e iluminado, serve de parque de estacionamento.

## Responsabilidade ambiental
Um dos vetores fundamentais do Festival Rodellus é a preocupação ambiental. Exemplo disso é o prémio atribuído pelo Fundo Ambiental no âmbito do programa "Sê-lo Verde" ao evento de 2017. Também o evento de 2018 que, com base na programação e planeamento (visto que ainda não se realizou) foi selecionado  para a fase final dos Iberian Festival Awards na categoria de "Melhor Festival de Pequena Dimensão e Contributo para a Sustentabilidade".

## História

### Rodellus 2015
A primeira edição do Rodellus aconteceu no dia 5 de agosto de 2015 e foi organizado pela Associação Cultural Recreativa e Desportiva de Ruílhe. Teve apenas um dia de duração, começando no início da tarde e terminando já no dia seguinte.

### Rodellus 2016
A segunda edição, em 2016, apresentou algumas alterações relativamente à estreia. Desde logo passou a ter três dias de duração, com uma programação mais variada e mais bandas. Além disso multiplicaram-se as atividades paralelas ao próprio festival de música.

### Rodellus 2017
A edição número 3 do Rodellus aconteceu em 27, 28 e 29 de julho de 2017. O festival manteve a duração de três dias, mas alastrou-se à freguesia de Cunha e também inaugurou um novo parque de campismo.

### Rodellus 2018
A edição de 2018 realizou-se em 19, 20 e 21 de julho.